# Giải bóng đá hạng nhì quốc gia Cộng hòa Síp 1997–98
Giải bóng đá hạng nhì quốc gia Cộng hòa Síp 1997–98 là mùa giải thứ 43 của bóng đá hạng nhì Cộng hòa Síp. Olympiakos giành danh hiệu thứ 2.

## Thể thức thi đấu
Có 14 đội tham gia Giải bóng đá hạng nhì quốc gia Cộng hòa Síp 1997–98. Tất cả các đội đều thi đấu 2 trận, một trân sân nhà và một trận sân khách. Đội nhiều điểm nhất sẽ lên ngôi vô địch. Ba đội đầu bảng thăng hạng Giải bóng đá hạng nhất quốc gia Cộng hòa Síp 1998–99 và ba đội cuối bảng xuống hạng Giải bóng đá hạng ba quốc gia Cộng hòa Síp 1998–99.

### Hệ thống điểm
Các đội bóng nhận 3 điểm cho một trận thắng, 1 điểm cho một trận hòa và 0 điểm cho một trận thua.

## Thay đổi so với mùa giải trước
Các đội thăng hạng Giải bóng đá hạng nhất quốc gia Cộng hòa Síp 1997–98
- AEL Limassol
- Evagoras Paphos
- Ethnikos Assia

Các đội xuống hạng từ Giải bóng đá hạng nhất quốc gia Cộng hòa Síp 1996–97
- Aris Limassol
- Olympiakos Nicosia
- APEP

Các đội thăng hạng từ Giải bóng đá hạng ba quốc gia Cộng hòa Síp 1996–97
- Rotsidis Mammari
- Iraklis Gerolakkou
- ASIL Lysi

Các đội xuống hạng Giải bóng đá hạng ba quốc gia Cộng hòa Síp 1997–98
- Achyronas Liopetriou
- AEZ Zakakiou
- AEK Kakopetrias

## Bảng xếp hạng
| Vị thứ | Đội                 | St. | T. | H. | B. | BT. | BB. | BT. | Đ. | Ghi chú                                                                  |
| ------ | ------------------- | --- | -- | -- | -- | --- | --- | --- | -- | ------------------------------------------------------------------------ |
| 1      | Olympiakos Nicosia  | 26  | 21 | 3  | 2  | 73  | 21  | 52  | 66 | Vô địch-thăng hạng Giải bóng đá hạng nhất quốc gia Cộng hòa Síp 1998–99. |
| 2      | Doxa Katokopias     | 26  | 18 | 5  | 3  | 49  | 25  | 24  | 59 | Thăng hạng Giải bóng đá hạng nhất quốc gia Cộng hòa Síp 1998–99.         |
| 3      | Aris Limassol       | 26  | 17 | 4  | 5  | 65  | 30  | 35  | 55 | Thăng hạng Giải bóng đá hạng nhất quốc gia Cộng hòa Síp 1998–99.         |
| 4      | Digenis Morphou     | 26  | 15 | 5  | 6  | 40  | 25  | 15  | 50 |                                                                          |
| 5      | Ermis Aradippou     | 26  | 9  | 7  | 10 | 31  | 29  | 2   | 34 |                                                                          |
| 6      | Omonia Aradippou    | 26  | 8  | 7  | 11 | 40  | 37  | 3   | 31 |                                                                          |
| 7      | Onisilos Sotira     | 26  | 10 | 1  | 15 | 35  | 44  | -9  | 31 |                                                                          |
| 8      | ASIL Lysi           | 26  | 8  | 7  | 11 | 32  | 41  | -9  | 31 |                                                                          |
| 9      | PAEEK FC            | 26  | 9  | 4  | 13 | 43  | 54  | -11 | 31 |                                                                          |
| 10     | Rotsidis Mammari    | 26  | 8  | 7  | 11 | 34  | 45  | -11 | 31 |                                                                          |
| 11     | Akritas Chlorakas   | 26  | 8  | 5  | 13 | 28  | 34  | -6  | 29 |                                                                          |
| 12     | Chalkanoras Idaliou | 26  | 8  | 5  | 13 | 36  | 43  | -7  | 29 | Xuống hạng Giải bóng đá hạng ba quốc gia Cộng hòa Síp 1998–99.           |
| 13     | Iraklis Gerolakkou  | 26  | 6  | 4  | 16 | 22  | 49  | -27 | 22 | Xuống hạng Giải bóng đá hạng ba quốc gia Cộng hòa Síp 1998–99.           |
| 14     | APEP                | 26  | 4  | 2  | 20 | 20  | 71  | -51 | 14 | Xuống hạng Giải bóng đá hạng ba quốc gia Cộng hòa Síp 1998–99.           |

Hệ thống điểm: Thắng=3 điểm, Hòa=1 điểm, Thua=0 điểm
Quy tắc xếp hạng: 1) Điểm, 2) Hiệu số, 3) Bàn thắng

## Kết quả
| ↓Home / Away→ | AKR | APP | ARS | ASL | DGN | DOX | ERM | IRK | OLM | OMN | ONS | PAK | ROT | CHL |
| ------------- | --- | --- | --- | --- | --- | --- | --- | --- | --- | --- | --- | --- | --- | --- |
| Akritas       |     | 0-0 | 0-2 | 1-2 | 0-2 | 2-1 | 0-0 | 2-1 | 1-3 | 1-1 | 1-0 | 2-1 | 2-0 | 5-0 |
| APEP          | 0-1 |     | 4-4 | 1-0 | 1-4 | 0-4 | 0-3 | 0-2 | 0-4 | 0-4 | 2-1 | 3-0 | 2-3 | 4-3 |
| Aris          | 2-1 | 2-0 |     | 3-3 | 0-1 | 4-0 | 2-0 | 5-0 | 1-2 | 2-0 | 4-3 | 2-1 | 5-1 | 3-1 |
| ASIL          | 3-2 | 1-0 | 2-3 |     | 3-0 | 0-1 | 1-1 | 2-2 | 0-1 | 1-1 | 3-1 | 3-1 | 0-1 | 1-0 |
| Digenis       | 1-0 | 3-0 | 2-0 | 2-0 |     | 1-1 | 3-1 | 2-0 | 2-1 | 2-0 | 2-1 | 2-2 | 2-2 | 0-0 |
| Doxa          | 1-0 | 5-1 | 2-0 | 3-1 | 1-0 |     | 2-2 | 2-1 | 4-1 | 3-1 | 3-0 | 1-0 | 2-1 | 2-2 |
| Ermis         | 2-1 | 2-0 | 0-2 | 2-1 | 1-0 | 0-0 |     | 2-0 | 1-3 | 1-1 | 1-3 | 1-1 | 4-0 | 3-0 |
| Iraklis       | 1-0 | 3-1 | 0-1 | 1-2 | 1-2 | 0-2 | 2-1 |     | 1-1 | 0-2 | 1-0 | 3-0 | 0-0 | 0-0 |
| Olympiakos    | 3-0 | 3-1 | 3-3 | 4-0 | 2-0 | 3-0 | 4-0 | 1-0 |     | 2-0 | 3-1 | 3-2 | 3-0 | 6-0 |
| Omonia        | 1-1 | 2-0 | 0-5 | 4-0 | 1-2 | 1-1 | 0-0 | 7-1 | 1-3 |     | 1-2 | 3-1 | 1-2 | 0-0 |
| Onisilos      | 0-1 | 4-0 | 1-0 | 3-0 | 0-0 | 0-1 | 1-0 | 2-1 | 0-6 | 1-3 |     | 1-2 | 3-1 | 2-0 |
| PAEEK FC      | 2-0 | 5-0 | 0-6 | 0-0 | 2-3 | 3-4 | 1-0 | 2-1 | 1-4 | 4-3 | 4-3 |     | 1-1 | 3-1 |
| Rotsidis      | 2-2 | 2-0 | 2-2 | 1-1 | 3-1 | 1-2 | 0-3 | 3-0 | 2-2 | 1-0 | 4-1 | 1-3 |     | 0-1 |
| Chalkanoras   | 3-2 | 6-0 | 1-2 | 2-2 | 2-1 | 0-1 | 1-0 | 7-0 | 0-2 | 1-2 | 0-1 | 3-1 | 2-0 |     |